# Thomas Heurtaux
Thomas Heurtaux (Lisieux, 3 juli 1988) is een Frans voetballer die bij voorkeur als centrale verdediger speelt. Hij verruilde in 2012 SM Caen voor Udinese.

## Clubcarrière
Heurtaux komt uit de jeugdopleiding van SM Caen. In juli 2008 werd hij uitgeleend aan AS Cherbourg, waar hij 25 wedstrijden in de Championnat National, het op twee na hoogste niveau in Frankrijk, speelde. Terug bij SM Caen speelde hij 61 wedstrijden in 3 seizoenen. Op 24 mei 2012 werd Hertaux, wiens contract in juni 2013 zou aflopen, voor 2 miljoen euro verkocht aan Udinese. Hij tekende oorspronkelijk een driejarig contract bij de club uit Udine.